# Aurimas Gaidžiūnas
Aurimas Gaidžiūnas (ur. 13 lipca 1965 w Skėmiai) – litewski inżynier i polityk. Poseł na Sejm Republiki Litewskiej.

## Życiorys
W latach 1980−1984 uczęszczał na Politechnikę Hydro-melioracyjną w Poniewieżu, ucząc się do zawodu technik-mechanik. W latach 1984−1985 pracował w Zarządzie ds. zagospodarowania terenu i inżynierii lądowej w Radziwiliszkach. Od 1987 do 1992 był inżynierem ds. sprzętu rolniczego. W 1992 założył warsztat-firmę rolniczą Vainiūnų agroservisas, w której był również kierownikiem. W latach 2000−2016 został dyrektorem w prywatnej firmie Auridana. W latach 2015−2016 był radnym rady gminnej Radziwiliszek.
W 2016 przyjął propozycję kandydowania do Sejmu z ramienia Litewskiego Związku Rolników i Zielonych. W wyborach w 2016 uzyskał mandat posła na Sejm Republiki Litewskiej.